# Kalmiuske
Kalmiuske (în ucraineană Кальміуське, în rusă Комсомольское) este un oraș din Ucraina, situat pe malul râului Kalmius, la 42 km la sud de Donețk. Anterior a purtat denumirea Komsomolske.